# Augustus 2016
Dit artikel geeft een chronologisch overzicht van de belangrijkste gebeurtenissen per dag van de maand augustus in het jaar 2016.

## Gebeurtenissen

### 1 augustus
- Het Pentagon verklaart dat de Verenigde Staten op vraag van de Libische regering bombardementen hebben uitgevoerd op stellingen van Islamitische Staat in de stad Sirte.
- In het noorden van Rusland overlijdt een 12-jarige jongen aan de gevolgen van miltvuur. Nog eens acht mensen liggen in een Siberisch ziekenhuis met dezelfde diagnose.

### 2 augustus
- Tyfoon Nida trekt over Hongkong. De storm bereikt windsnelheden tot 150 km/u en is daarmee de zwaarste storm in 33 jaar in Hongkong.
- De Amerikaanse overheid heeft wegens het zikavirus een binnenlands negatief reisadvies afgegeven dat specifiek geldt binnen de stad Miami (Florida).

### 3 augustus
- Bij een busongeluk op een snelweg in Californië komen vijf passagiers om het leven en raken zes reizigers gewond.

### 4 augustus
- De Bank of England, de Britse centrale bank, verlaagt de basisrente van 0,5 naar 0,25 procent om de economische gevolgen van de op handen zijnde brexit op te vangen. Het is de eerste renteverlaging sinds maart 2009.

### 5 augustus
- Het proces tegen 24 verdachten van de Decembermoorden van eind 1982 in Suriname, waarin president Desi Bouterse de hoofdverdachte is, is opnieuw uitgesteld, nu tot 30 november.
- De Braziliaanse interim-president Michel Temer opent officieel de 28ste editie van de Olympische Zomerspelen in het Maracanã-stadion in Rio de Janeiro. Het is voor het eerst dat een Zuid-Amerikaanse stad de Olympische Spelen organiseert.

### 6 augustus
- Bij de Italiaanse grensplaats Ventimiglia zijn enkele honderden vluchtelingen erin geslaagd om illegaal de Franse grens over te steken.
- In de Belgische plaats Charleroi valt een man met een kapmes twee politieagentes aan. Hij zou daarbij Allahoe akbar hebben geroepen. Premier Michel spreekt van een terreurdaad. De aanvaller is doodgeschoten.

### 8 augustus
- In de Mexicaanse staten Puebla en Veracruz zijn bij elkaar zeker 38 doden gevallen door aardverschuivingen als gevolg van de tropische storm Earl.

### 10 augustus
- Grote bosbranden op het Portugese eiland Madeira hebben zeker 27 huizen verwoest. Rondom Funchal zijn ongeveer 400 mensen in veiligheid gebracht.

### 11 augustus
- Oekraïne en Rusland beschuldigen elkaar van provocatie. Oekraïne heeft zijn troepen in Oost-Oekraïne en aan de grens met de Krim in hoogste staat van paraatheid gebracht. De VN-Veiligheidsraad praat diezelfde dag nog achter gesloten deuren over de kwestie.

### 12 augustus
- De Syrische stad Manbij, die in 2014 in handen viel van terreurgroep IS, wordt bevrijd door Arabische en Koerdische strijders. De meeste inwoners die door IS gevangen werden gehouden zijn ontsnapt of vrijgelaten.
- Het olympische judotoernooi draait voor Nederland uit op een teleurstelling. Van de elf deelnemers weet alleen Anicka van Emden (klasse tot 63 kilogram) een bronzen medaille te winnen. Bij de Spelen van 1988 in Seoul haalde de Nederlandse judoploeg ook één bronzen plak, daarna was de medaillescore altijd beter.

### 16 augustus
- In Nieuw-Zeeland raken 2000 mensen ziek na het drinken van vervuild drinkwater.

### 17 augustus
- In het zuiden van Californië worden meer dan 82.000 mensen geëvacueerd vanwege de zich snel uitbreidende bosbranden. Ten oosten van Los Angeles is reeds meer dan 36 km² in vlammen opgegaan.

### 18 augustus
- Amnesty International brengt een rapport uit waarin de organisatie concludeert dat er sinds het begin van de Syrische Burgeroorlog meer dan 17.500 mensen zijn omgekomen in Syrische gevangenissen.
- Bij aanslagen in de Oost-Turkse provincies Van en Bitlis en in de stad Elazığ vallen in totaal veertien doden en driehonderd gewonden.

### 20 augustus
- De disciplinaire commissie van het Internationaal Olympisch Comité start een onderzoek naar het tankstation-incident in Rio de Janeiro waarbij de Amerikaanse olympische zwemmers Ryan Lochte, Gunnar Bentz, Jack Conger en James Feigen waren betrokken. Ze zouden zijn beroofd door gewapende mannen met politiepenningen, maar uit onderzoek van de Braziliaanse politie komt naar voren dat ze de wc van het tankstation vernielden en na te zijn betrapt door de bewaking voor de schade moesten opdraaien.

### 22 augustus

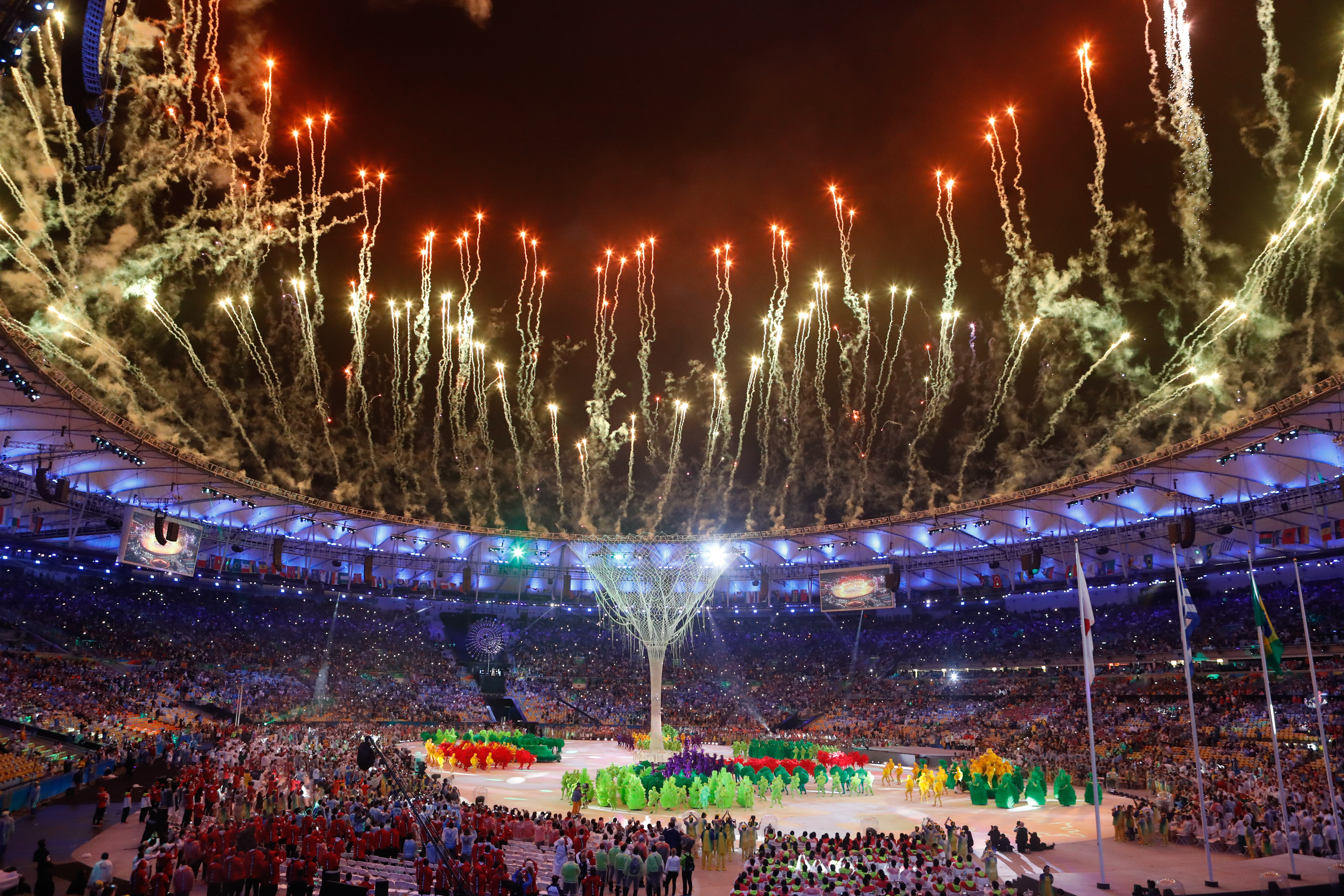
Sluitingsceremonie van de Olympische Spelen in Rio de Janeiro

- IOC-voorzitter Thomas Bach verklaart de Olympische Spelen in Rio de Janeiro tijdens de sluitingsceremonie in het Maracanã-stadion voor gesloten.

### 23 augustus
- Het internationaal sporttribunaal CAS bekrachtigt de door het Internationaal Paralympisch Comité opgelegde schorsing van Russische sporters voor de Paralympische Spelen in Rio de Janeiro.

### 24 augustus
- Tijdens een persconferentie van de Europese Zuidelijke Sterrenwacht in Garching bei München wordt het bestaan bevestigd van Proxima b, een aardachtige planeet die draait om Proxima Centauri, de dichtstbijzijnde ster na de zon.
- In Midden-Italië vindt een aardbeving plaats met een kracht van 6,0 op de schaal van Richter. Meer dan 290 mensen komen om het leven.
- Turkije dient een officieel verzoek in bij de Verenigde Staten voor de uitlevering van de islamitische geestelijke Fethullah Gülen.
- Het Turkse leger start een offensief tegen zowel terreurgroep IS als Koerdische strijders in het noorden van Syrië.
- Een aardbeving met een kracht van 6,8 op de schaal van Richter eist aan zeker drie mensen het leven in het midden van Myanmar. Bij de beving raakten de tempels van Pagan beschadigd.
- De Colombiaanse regering en de guerrillabeweging FARC bereiken een definitief vredesakkoord.
- Bij een aanval op de Amerikaanse Universiteit in Kabul komen zeker twaalf mensen om het leven, onder wie zeven studenten.

### 25 augustus
- De Braziliaanse Justitie dagvaart de Amerikaanse zwemmer Ryan Lochte wegens het melden van onjuiste informatie over het tankstation-incident in Rio de Janeiro.
- Premier Renzi roept de noodtoestand uit in het aardbevingsgebied in Centraal-Italië. Tevens maakt de Italiaanse regering 50 miljoen euro vrij voor noodhulp.
- De Commissie voor de milieueffectrapportage concludeert dat de nieuwe start- en landingsprocedures van Schiphol meer geluidsoverlast veroorzaken dan de luchthaven nu berekent.

### 26 augustus
- Bij een bomaanslag op een politiebureau in het zuidoosten van Turkije vallen elf doden.
- In de Noorse hoofdstad Oslo bereiken de Filipijnse regering en het communistische Nationale Democratische Front een staakt-het-vuren voor onbepaalde tijd.
- Bij een busongeluk in Nepal vallen zeker twintig doden.
- De Franse Raad van State oordeelt dat het boerkiniverbod in de badplaats Villeneuve-Loubet in strijd is met de vrijheid van geloof en de individuele vrijheid.
- Bij een explosie in een sporthal in de Belgische stad Chimay vallen een dode en vier gewonden.

### 28 augustus
- Bij een Turkse luchtaanval op twee dorpen in het noorden van Syrië vallen volgens berichten 20 tot 35 burgerdoden. Turkije vecht hier met hulp van het Vrij Syrisch Leger tegen Koerdische milities.

### 29 augustus
- In een van de laboratoria van het NICC in Neder-Over-Heembeek, waar zich veel gevoelig bewijsmateriaal bevond, wordt 's nachts brand gesticht. Er zijn geen gewonden, maar de schade is aanzienlijk.

## Overleden
<< · januari · februari · maart · april · mei · juni · juli · augustus · september · oktober · november · december · >>